# Зузулка
Зузулка (пол. Zuzułka) — село в Польщі, у гміні Медзна Венґровського повіту Мазовецького воєводства.
Населення — 179 осіб (2011).
У 1975-1998 роках село належало до Седлецького воєводства.

## Демографія
Демографічна структура станом на 31 березня 2011 року:
|          | Загалом | Допрацездатний вік | Працездатний вік | Постпрацездатний вік |
| -------- | ------- | ------------------ | ---------------- | -------------------- |
| Чоловіки | 89      | 15                 | 62               | 12                   |
| Жінки    | 90      | 15                 | 40               | 35                   |
| Разом    | 179     | 30                 | 102              | 47                   |